# Mesa de la Cantera
Mesa de la Cantera är en ort i Mexiko.   Den ligger i kommunen Victoria och delstaten Guanajuato, i den centrala delen av landet, 230 km nordväst om huvudstaden Mexico City. Mesa de la Cantera ligger 1 932 meter över havet och antalet invånare är 206.
Terrängen runt Mesa de la Cantera är kuperad. Runt Mesa de la Cantera är det ganska glesbefolkat, med 24 invånare per kvadratkilometer. Närmaste större samhälle är Victoria, 2,9 km söder om Mesa de la Cantera. Omgivningarna runt Mesa de la Cantera är i huvudsak ett öppet busklandskap.